# Ammodramus
Ammodramus är ett fågelsläkte i familjen amerikanska sparvar inom ordningen tättingar. Släktet omfattar idag tre arter som förekommer från södra Kanada till norra Argentina samt i Västindien:
- Gräshoppssparv (A. savannarum)
- Campossparv (A. humeralis)
- Gulmaskad sparv (A. aurifrons)

Tidigare fördes ytterligare en handfull nordamerikanska arter till släktet, men studier visar att de inte alls är varandras närmaste släktingar. Den vitt utbredda gräshoppssparven samt de två sydamerikanska arterna campossparv och gulmaskad sparv står nära Peucaea, Arremonops och Rhynchospiza, medan övriga arter begränsade till Nordamerika är närmare släkt med exempelvis sångsparv i Melospiza och grässparv (Passerculus). Den senare gruppen har därför flyttats till andra släkten enligt följande:
- Till det egna släktet Ammospiza:
  - Starrsparv (A. leconteii)
  - Madsparv (A. nelsoni)
  - Spetsstjärtad sparv (A. caudacutus)
  - Kustsparv (A. maritimus)
- Till det egna släktet Centronyx alternativt inkluderas i Passerculus:
  - Präriesparv (A. bairdii)
  - Gärdsparv (A. henslowii)